# Окситанија (историјска област)
Окситанија (оксит. Occitània, lo País d'Òc) је историјска област јужне Европе у којој се говорио окситански језик. У многим крајевима Окситаније се он и данас говори, али махом као други језик по значају. У просторном смислу, Окситанија се приближно поклапа са јужном половином Француске, уз укључење Монака, као и малих простора северозападне Италије (крајњи запад Пијемонта) и северне Шпаније (Аранска долина). Окситанија се сматрала као засебна језичка и културна област још од средњег века, али она никад није била засебна политичка јединица. Позната је по катарима, манихејској вери, која је била активна на тлу Окситаније између 11-14'ог века.

## Језичко подручје
Данас на подручју Окситаније живи око 16 милиона житеља. Међутим, данас мали број њих употребљава окситански језик (махом старије становништво у забитим крајевима), док су француски, италијански, каталонски и шпански у много широј употреби у њеним одређеним деловима. Од 2006. године окситански језик је постао званичан на тлу Каталоније, а у Аранској долини он има званичан статус још од 1990. године.

## Историјат
Током времена старог Рима (од 355. године) подручје Окситаније је било познато под називом Аквитанија, мада се користио и назив Окситанија. Назив Окситанија се званично јавио тек средином 19. века, са појавом Окситанског сепаратизма.